# Rostpannad taggnäbb
Rostpannad taggnäbb (Acanthiza pusilla) är en fågel i familjen taggnäbbar inom ordningen tättingar.

## Utseende
Rostpannad taggnäbb är en liten tätting med tunn och spetsig näbb. Ovansidan är brun, undersidan är gråbrun. På huvudet syns mörkrött öga, rödbrun panna och vit strupe med mörk streckning. Tasmantaggnäbben har längre stjärt och rostbrun vingpanel. Inlandstaggnäbben har även den längre stjärt men är också gråare ovan och har mer streckning på bröstet. Strimmig taggnäbb har slutligen mer grönaktig ovansida, tunn vit streckning på rostbrun hjässa och ljust ögonbrynsstreck.

## Utbredning och systematik
Rostpannad taggnäbb delas vanligen in i sex underarter med följande utbredning:
- Acanthiza pusilla dawsonensis – östcentrala Queensland
- Acanthiza pusilla pusilla – sydcentrala Queensland till sydöstra South Australia)
- Acanthiza pusilla samueli – Mount Lofty Ranges i sydcentrala South Australia
- Acanthiza pusilla diemenensis – Kent Isands i östra Bass sund och Tasmanien
- Acanthiza pusilla magnirostris – King Island
- Acanthiza pusilla zietzi – Kangaroo Island (South Australia)

## Levnadssätt
Rostpannad taggnäbb hittas i en rad olika buskiga miljöer. Den påträffas vanligen i smågrupper eller par.

## Status
Arten har ett stort utbredningsområde och beståndet anses vara stabilt. Internationella naturvårdsunionen IUCN listar den därför som livskraftig (LC).

## Bilder

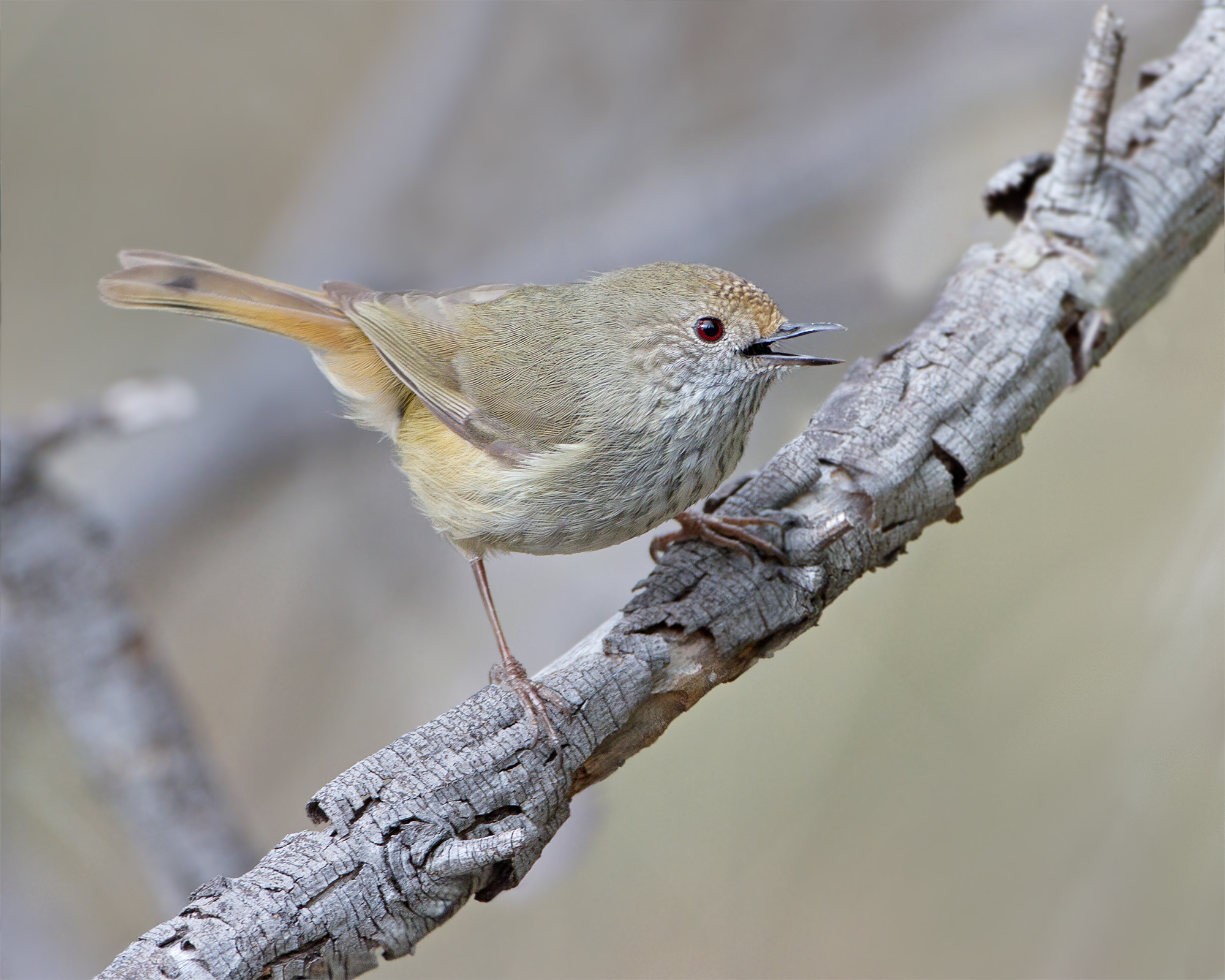
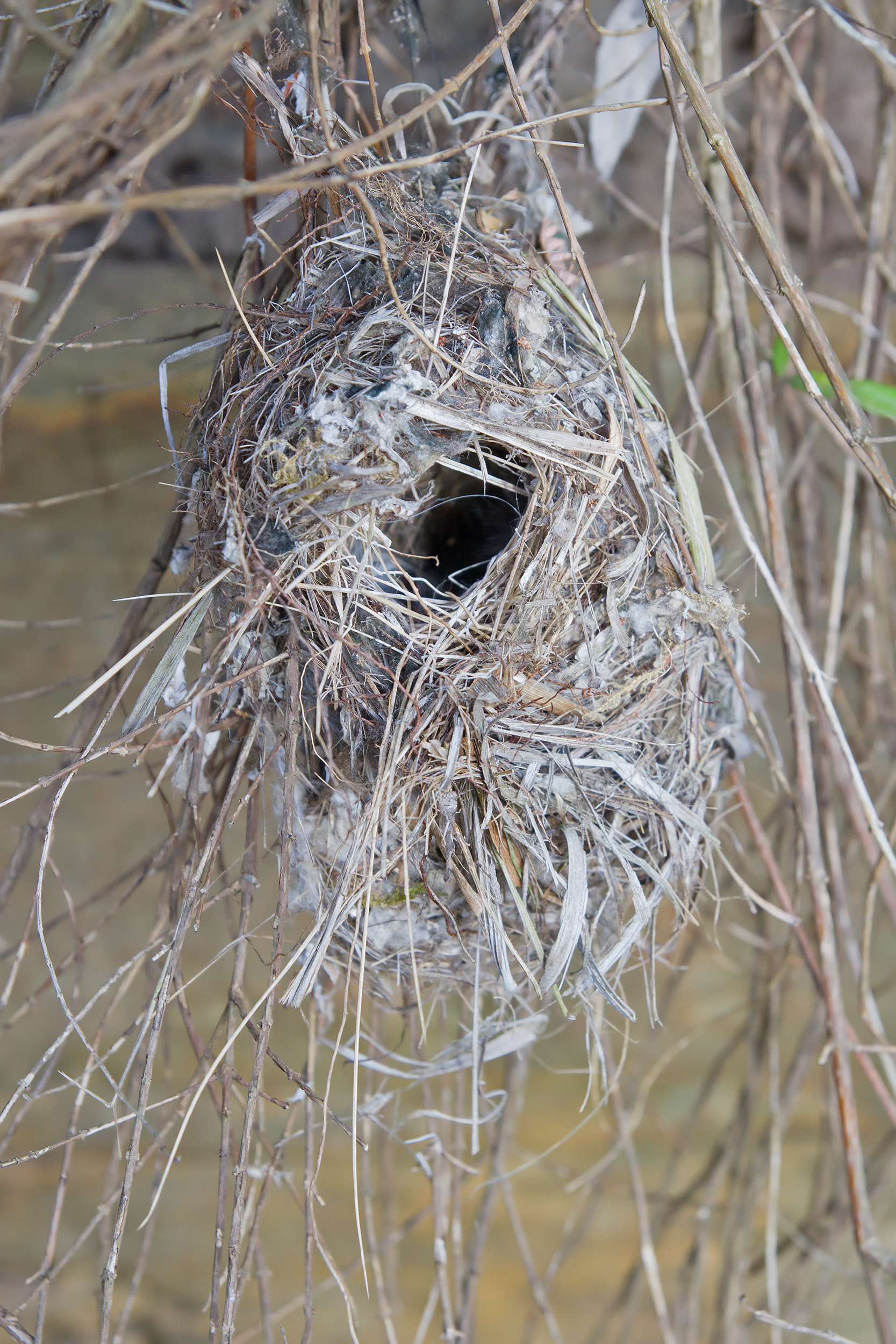